# Antonio Todde
Antonio Todde (ur. 22 stycznia 1889 w Tianie na Sardynii, zm. 3 stycznia 2002 tamże) − włoski superstulatek.
Był najdłużej żyjącym mężczyzną na świecie, od śmierci Johna Paintera, 1 marca 2001 roku aż do swojej śmierci 3 stycznia 2002 roku. 
Todde pochodził z biednej, pasterskiej rodziny i był trzecim z dwanaściorga rodzeństwa. Pochodził również z długowiecznej rodziny. Jego ojciec Francesco żył ponad 90 lat, jego matka Francesca żyła 98 lat, a jego siostra Maria Agostina żyła 102 lata (miała 97 lat, gdy Todde zmarł). Podczas pierwszej wojny światowej musiał opuścić rodzinną Sardynię. W walkach został ranny w ramię odłamkiem granatu.
W 1920 roku poślubił Marię Antonię, z którą miał czworo dzieci. Todde zmarł 3 stycznia 2002 roku.